# Georgia, Vermont
Georgia är en kommun (town) i Franklin County i delstaten Vermont, USA. Vid folkräkningen år 2000 bodde 4375 personer på orten. Den har enligt United States Census Bureau en area på totalt 117 km² varav 14,7 km² är vatten. 